# アシミ・ゴイタ
アシミ・ゴイタ（バンバラ語: Assimi Goïta, 1983年11月9日 - ）は、マリ共和国の軍人。現在、同国の移行政権大統領。2020年8月軍事クーデターに伴い樹立された移行政権首班として、元首格のマリ国民救済委員会（フランス語: Comité national pour le salut du peuple、略称: CNSP）委員長、移行政府副大統領をそれぞれ務めた。
ロシアとの強い外交政策を行っている人物であり、公用語のフランス語を排除し現地民の言語を公用語とするなどマリのナショナリズムを強化。2020年以降の西アフリカで起こる反仏軍事政権にてブルキナファソやニジェール、ガボン、ギニアと共にリーダーシップを取っている。

## 経歴
マリ共和国軍将校の息子で、マリ軍事学校で教育を受ける。カティの軍事幼年学校及びクリコロの統合軍事学校で就学。
アメリカ合衆国、フランス、ドイツから軍事教練を受け、アメリカ陸軍特殊部隊と協働した経験もある。
マリ軍の特殊作戦部隊で、マリ北部紛争時には武装蜂起集団との戦闘に従事していた。
マリ軍の特殊作戦大隊である自治特別大隊で大佐を務めていたゴイタは現職のイブラヒム・ブバカール・ケイタ大統領の辞任を求め軍事クーデターを引き起こしケイタ政権を打倒。2020年8月18日に記者会見を行い、自らがケイタ大統領を拘束し権力を掌握した首班であることを表明し、新たにマリ国民救済委員会委員長となった。
同年9月21日に移行政権大統領にバ・ヌダウ元国防大臣を指名し、自らは移行副大統領に就くこととなった。25日に就任宣誓。
ヌダウ移行大統領は5月24日に内閣改造を行ったが、自身への相談を行わなかったことを不服とし翌日にヌダウらを拘束した（マリ軍事クーデター (2021年)）。26日にはヌダウらが辞任を表明し、自らが暫定的に移行大統領に就任。28日、憲法裁判所によって移行大統領に任命された。6月1日にはショゲル・コカラ・マイガを暫定首相に任命。6月7日に移行大統領の宣誓を行って正式に就任し、同日にマイガを正式に首相に任命した。
2022年2月21日、暫定議会である国民移行評議会はゴイタ率いる移行政権がさらに5年間統治することを可能とする移行憲章を賛成120、反対・棄権0票で承認した。ゴイタは次期大統領選挙への立候補が禁じられる見通しとなっている。しかし同年6月6日には、民政復帰への移行期間を2年間に短縮し、2024年3月に文民政権への移行を設定していると表明した。11月20日には軍からの支持を失い批判が高まっていたマイガ暫定首相とその内閣を解任した。2025年7月3日には国民移行評議会より5年間の任期延長を出席議員の131人全員の賛成で承認された。
2025年8月10日、ゴイタ政権に対しクーデターを企てたとして元モプティ州知事アバス・デンベレ将軍をふくむマリ軍兵士24名が逮捕された。背景には長期化するイスラム武装組織との戦い、またロシアのアフリカ部隊の待遇をめぐる軍部からの不満があるといわれている。